# コトデン瓦町ビル
コトデン瓦町ビル（コトデンかわらまちビル）は、香川県高松市常磐町にある複合商業施設である。高松駅と並ぶ市内のターミナルである高松琴平電気鉄道（ことでん、琴電）瓦町駅に併設されたターミナルビルでもあり、ビルの所有者も高松琴平電気鉄道である。ビルの名称は建設当時の同社の略称から「コトデン」となっているが、後述する民事再生法適用後にCIをひらがなの「ことでん」に変更したことにより、マスコミ報道等ではひらがなを使用するケース、カタカナを使用するケースが混在する。
1997年のオープン以来、2014年3月まで百貨店2社が代替わりする形でテナントとして入居したのち、2015年10月からは専門店を集めた形の「瓦町FLAG」（かわらまちフラッグ）としてリニューアルオープンした。以下、過去に入居した各テナントについても説明する。

## 概要
高松市各方面からの琴電の鉄道およびバス（ことでんバス）の路線が乗り入れる公共交通の中心点に立地する。地上11階・地下3階建て、総床面積91,000平方メートル。2階部分はペデストリアンデッキで駅前広場を挟んだ常磐町商店街の入り口付近までつながっている。建物は瓦町駅を内包する構造で、1階部分に乗り場、2階部分に駅事務室・改札とコンコースが設けられ、コンコースは商業施設スペースに直接つながっている。建設当時、当駅を含む高松築港駅と栗林公園駅の間の高架化が計画されており、その際には当ビルの3階部分に乗り場（線路とプラットホーム）が設置される予定であった（このため、この階の天井高さは同じながら、4階までのエスカレーターは他のフロアよりも長くなっている）。

## 建設の経緯
瓦町周辺は繁華街として栄えてきた地域であったものの、核となる商業施設が存在しなかった。1970年代には高島屋による「コトデン高島屋」の出店計画があった。老朽化した瓦町駅舎の建て替えに合わせた再開発計画は1990年代になって具体化し、1991年11月にそごうと共同出資（比率は琴電6割・そごう4割）で「コトデンそごう」を設立、百貨店を建設することとなった。旧瓦町駅舎の解体や、志度線を他の路線から孤立させる形での配線の変更などを経て、1996年12月21日に完成した。

## コトデンそごう時代

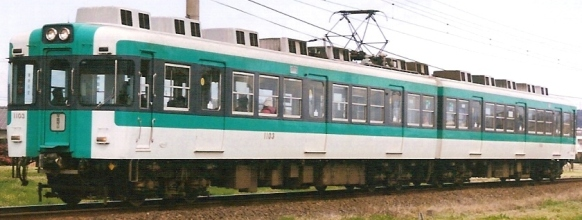
「コトデンそごう塗装」の高松琴平電気鉄道1100形電車（2003年3月）

ビル完成から4ヶ月後の1997年4月23日に「コトデンそごう」としてオープンした。開店当日は8万6000人もの買い物客が詰めかける盛況ぶりで、琴電は自社車両にコトデンそごうの包装紙と同じデザインの塗装を施すなど、当初は大きな期待を集めた。しかし、平成不況での消費低迷に加えて周辺の商業施設（既存百貨店の高松三越や、高松サティ（現・イオン高松東店、1995年開店）および1998年に開店したゆめタウン高松等の郊外型ショッピングセンター）との競争が激しくなる中で売上額は目標に届かず、赤字決算を続けることになった。さらにそごう本体が2000年7月に経営破綻した影響で、信用不安や売上の減少を招いた。2001年1月22日に民事再生法の適用を高松地方裁判所に申請、経営破綻した。同年4月15日に閉店。コトデンそごうの破綻は、同社に債務保証をおこなっていた琴電本体の経営にも影響を与え、同年12月には琴電自体が民事再生法適用を申請することとなった。
会社としてのコトデンそごうの再生（弁済）計画案は、高松天満屋への営業譲渡後の2001年10月に債権者により可決され、弁済完了後の2003年5月30日付で解散、2004年4月26日付で清算結了した。

## 高松天満屋時代
後継テナント選びは民事再生法申請前から始まり、最初は再び大阪の髙島屋が候補に挙がったが条件面で合意に至らず、2001年3月に破談となった。次に岡山・天満屋が候補に浮上し、コトデンそごう閉店直前に合意にこぎ着けた。天満屋は運営子会社の高松天満屋（たかまつてんまや）を設立し、約半年間の閉店期間を経て、2001年9月1日、地下1階から地上8階に入居した。コトデンそごうの従業員260人（親会社からの出向者を除く）のうち、220人が高松天満屋に採用された。ただし賃貸料はコトデンそごう時年間14.5億円の約半分の年間7.5億円で入居保証金0という条件となり、琴電本体にとっては債務の減少に結びつかなかった（その後民事再生法適用を申請）。
高松天満屋は、親会社直営の天満屋も含めてグループで最大面積の店舗であった。営業時間は10:00-19:30だった。
屋上には乳幼児向けの各施設を完備、夏季はビアガーデンも開かれた。
10階のレストラン街と9階部分は高松天満屋への賃貸対象外で高松市の市民サービスセンターなどが高松琴平電鉄と直接契約して入居していた。しかし、9階部分も他の階と同様にエスカレーターで結ばれ、エレベーターも通常通り停まるなどの連続性から実質的には天満屋の一部として機能していた。この階のみエレベーター・エスカレーター前の防火シャッター降下地点の床には線が引かれており、これを越えると高松天満屋の管理区域外となっていた。
売上高はピークの2004年（平成16年）2月決算期に151億円を記録したが、その後減少が続いたことから2013年10月に2014年3月末をもって閉店することが発表された。2011年度の売上高は93億5400万円で、閉店発表時の報道では、2013年2月決算期で6年連続赤字となる1400万円の経常赤字であった。そして予定通り2014年3月31日19時30分をもって閉店し、12年7ヶ月の歴史に幕を閉じた。同年1月には天満屋ハピータウン善通寺店も閉店したため、天満屋グループ全体としても香川県から完全撤退したことになる。閉店発表時に、閉店後に会社としての高松天満屋は清算されると報じられた。閉店後、外商の既存顧客対応のため、天満屋岡山本店は多肥下町に高松出張所を開設しているほか、高松丸亀町参番街東館に「天満屋ロイヤルジュエリーサロン高松」を開設している。同年5月末に高松天満屋の代表電話番号が廃止された後の問い合わせ対応も高松出張所で行っている。
法人としての高松天満屋は2016年1月5日付で解散、同年2月2日付で特別清算開始命令（平成28年（ヒ）第1号）が出されている。同年4月27日付で特別清算終結の決定が確定し、完全消滅した。

### 高松天満屋時代のフロア

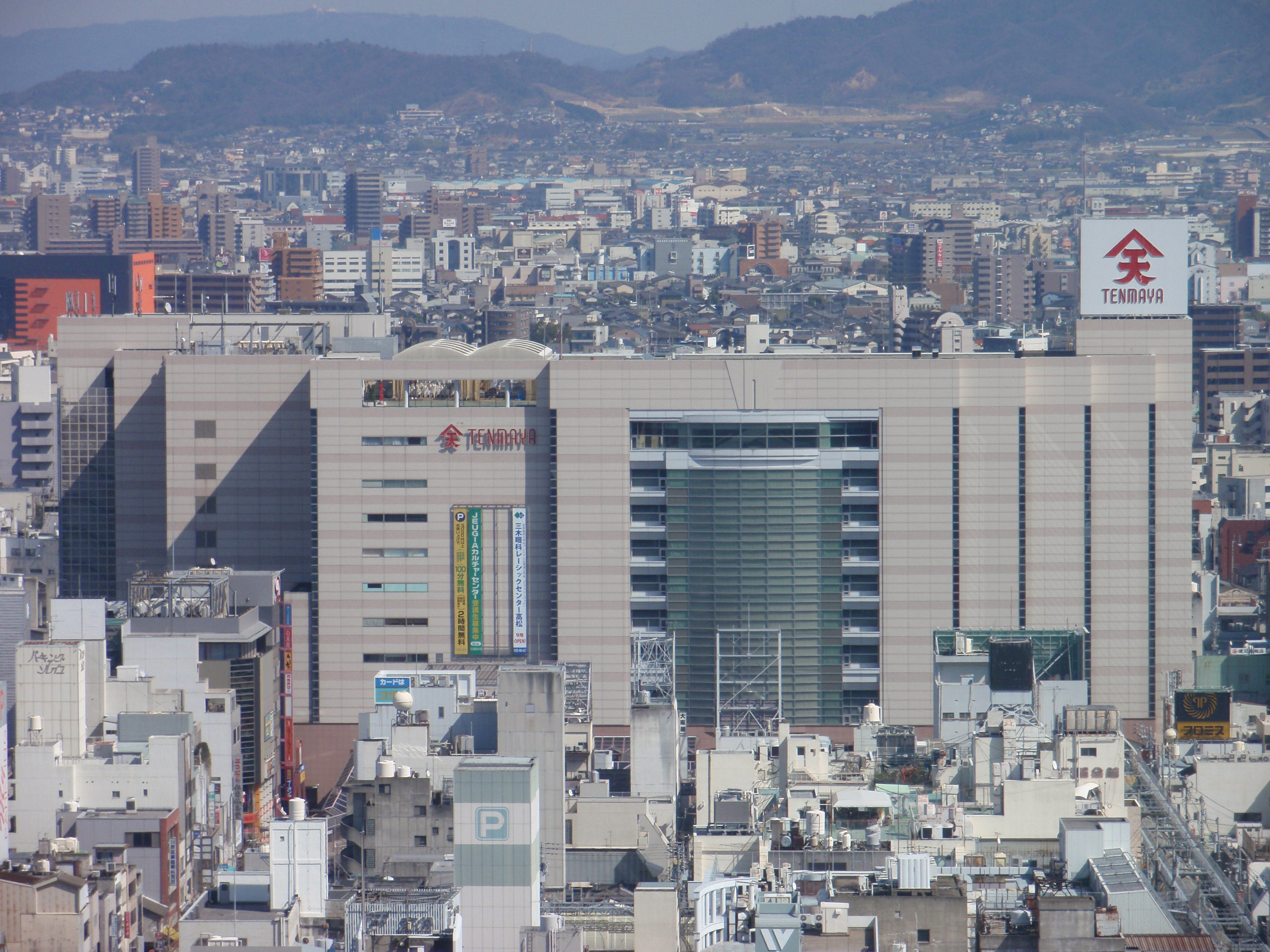
香川県庁舎本館21階から見た高松天満屋時代のビル

- 屋上 - あそびのKID'Sランド、ベビー休憩ルーム
- 10階 - レストラン街
- 9階 - 高松市市民サービスセンター、高松コトデンビル内郵便局
- 8階 - 高松ロフト[23]、宮脇書店高松天満屋店[23]
- 7階 - 家庭用品、呉服、催し場
- 6階 - 紳士服・洋品、子供服・玩具
- 5階 - 婦人服（ミセス）、宝飾品・時計・メガネ
- 4階 - 婦人服（キャリア・ニューミセス）
- 3階 - 婦人服（ヤング）
- 2階 - 化粧品
  - 瓦町駅改札口／ペデストリアンデッキ接続
- 1階 - スターバックス高松天満屋店・ビームス高松
- 地下1階 - 食彩館 食料品
- 地下2・3階 - 駐車場

前述の通り、9階は高松天満屋とは無関係だが、高松コトデンビル内郵便局も高松天満屋の閉店と同時に廃局となった（取扱業務は高松瓦町郵便局に承継）。
レストラン街は琴電との直接契約になった後も、天満屋と同様に天満屋発行の商品券類での支払いができたが、天満屋の閉店後は商品券類（一部店舗はクレジットカードも）での支払いはできなくなった。
8階のロフトと宮脇書店は琴電との直接契約に移行し、2階に仮店舗を設置して2014年（平成26年）7月10日に営業を再開した。2階の改装に着手するため、両店とも2015年3月15日限りで営業終了。ロフトは丸亀町グリーン内に移転し、両店とも瓦町FLAGには入居しなかった。なお、高松ロフトは移転後も天満屋（岡山本店管轄）によるフランチャイズ店となっている。

## 瓦町FLAG
ビル所有者の高松琴平電気鉄道は2014年（平成26年）3月に双日グループの双日商業開発とビル運営に関する契約を締結した。後継テナントは専門店を集めた複合ビルを目指しており、百貨店とはならない見通しと報じられた。
天満屋閉店後も前記の通りロフトと宮脇書店が営業を継続したほか、スターバックスコーヒーとビームス、レストラン街や高松市市民サービスセンターなど21のテナントが営業を継続することになった。
2014年（平成26年）7月2日、高松市の中心市街地活性化協議会で琴電はリニューアル計画を発表した。それによると、80 - 100店のテナントを入居させ、5階以下を衣料品や雑貨、6 - 9階をカルチャー・医療・美容・学習等のフロアとし、10階は天満屋時代同様飲食店を配置、屋上には庭園を設置するとされた。
7月に2階で営業再開した宮脇書店やロフトはリニューアル時にはフロアを移動し、瓦町駅と接続する2階コンコースも改修した上で、2015年5月にオープンする見込みと報じられた。
2015年2月5日、中心市街地活性化協議会で琴電側はリニューアルしたビルを10月に一斉オープンすると発表した。当初の計画では春の第一期と秋の第二期に分けてオープンさせる方針だったが、入居するテナントの多くが年末商戦を見込める秋オープンを希望したことから10月一斉開業に変更したという。雑貨・ファッションコーナーとする予定だった地下1階は、天満屋時代同様食品フロアに計画変更されたが、テナントは確保できず、当面閉鎖となった。オープン時点でのテナント数は104店舗、年商96億8千万円、来店者数536万人を想定していた。
9階に入居していた高松市の市民サービスセンターについては8階に移転するとともに、8階を「健康長寿ゾーン」「市民活動センター」「図書ゾーン」など（市民サービスセンターを含めて）合計5つのゾーンからなる市の賃借スペースとする予定であることが2015年2月20日の市議会総務消防調査会で明らかにされた。このスペースは開店後に「IKODE瓦町」という愛称が付けられている。
2015年7月10日、琴電は新たに開業する商業施設を「瓦町FLAG」と命名することを発表した。名称は「高松の中心にある瓦町のシンボルとして人々に長く愛されること」や「（建物が）『旗』のような存在感を放ち、街の目印となる」こと、「街のフラッグシップとして、未来の街づくりに向け旗を掲げること」を意図してつけられた。
ビルには、天満屋時代に入居していた宮脇書店ではなく、ジュンク堂書店が入居することが決まった。8月24日、琴電は各店舗の営業開始を10月21日、正式なオープンを10月23日（21-22日はプレオープン期間）とすることを発表し、アカチャンホンポやアニメショップ「アニメガ」の入居もあわせて公表された。また、庭園整備が伝えられていた屋上スペースには、「カワラパーク」という名称の庭園が整備された。カワラパークでは2016年4月より、高松天満屋時代同様、夏季のビアガーデンが設けられている。
予定通り2015年10月21日にプレオープン、10月23日に正式オープンした。オープン時点での入居テナントは83店舗で、うち7店舗が香川県初出店となった。
2017年1月、閉鎖中の地下1階に高松市の地場スーパーである「きむら」を誘致して6月にオープンする予定であると報じられた。2017年5月29日に、新鮮市場きむらのほか、ココカラファインとウィリーウィンキーが6月より地下1階にオープンすることが発表された。スーパーきむらは生鮮食料品の売上が想定より下回ったことから、出店から2年となる2019年6月28日をもって撤退することが同年5月に報じられ、予告通り6月28日に閉店した。
2019年、瓦町FLAGオープン時からのテナントであるジュンク堂書店は、7階にあった店舗を1月でいったん閉鎖し、3月1日より3階に移転してリニューアルオープンした。店舗面積や蔵書数は7階時代より減少するかわりに、レストスペースが設置されている。移転後の7階については、2019年1月時点の報道では新たな店舗の誘致を目指すとしていた。このほかにも6・7階の店舗が3 - 5階に同時に移転している。その後、2019年3月になって、6・7階の空きスペースには四国電力系の通信事業者であるSTNetが9月に入居する予定であることが報じられた。
2020年1月24日、地下1階に、テニス練習場「ヒッティングスタジオ プラット」がオープンした。4月1日には瓦町駅東口側の1階に「瓦町FLAG保育園」が開設された。屋上の「カワラパーク」を園児の遊技スペースとして利用している。

## 沿革
- 1991年（平成3年）11月 - コトデンそごう設立。
- 1996年（平成8年）12月21日 - ビル完成。
- 1997年（平成9年）4月23日 - コトデンそごうオープン。
- 2001年
  - 1月22日 - コトデンそごう、民事再生法の適用を申請。
  - 4月15日 - コトデンそごうが閉店。
  - 6月 - 株式会社高松天満屋設立。
  - 9月1日 - 高松天満屋オープン[3]。
- 2013年（平成25年）10月18日 - 高松天満屋、2014年3月末での閉店を発表。
- 2014年（平成26年）3月31日 - 高松天満屋が閉店[49]。
- 2015年（平成27年）
  - 7月10日 - 新施設の名称が「瓦町FLAG」に決定。
  - 10月21日 - 瓦町FLAGプレオープン。
  - 10月23日 - 正式オープン。
- 2017年（平成29年）
  - 5月 - 運営委託先を双日商業開発から伊藤忠アーバンコミュニティに変更。
  - 6月1日 - 地下1階に生鮮食品きむら、ウィリーウィンキー、ココカラファインが開業。これにより瓦町FLAG全館開業したことになる。
- 2019年（令和元年）
  - 6月28日 - 生鮮食品きむら、ウィリーウィンキーが撤退。
- 2021年（令和3年）
  - 8月31日 - ソフマップ・アニメガ撤退[50]。
  - 9月20日 - ABC-MART撤退

## 店舗データ
- 所在地：香川県高松市常磐町一丁目3番地1
- 建物規模：地上10階地下3階
- 営業時間：10:00 - 20:00（レストラン街は22:00まで）

## アクセス
- ことでん琴平線・長尾線・志度線「瓦町駅」：徒歩0分
- ことでんバス「瓦町」バス停：徒歩0分